# 542 км Главной Ветки
542 км Главной Ветки — упразднённый населённый пункт, находившийся в подчинении администрации пгт Краснолесный городского округа город Воронеж Воронежской области России. В 2008 году включён в состав посёлка Краснолесный и исключён из учётных данных.

## География
Располагался на территории Воронежского государственного заповедника, у одноимённого остановочного пункта на участке Грязи-Воронежские — Отрожка Юго-Восточной железной дороги, на расстоянии приблизительно 3,5 км к северо-востоку от окраины посёлка Краснолесный.

## История
Возник как населённый пункт при одноимённом остановочном пункте.

## Население
Согласно результатам переписи 2002 года, в населённом пункте проживало 4 человека, из которых русские составляли 100 % населения.